# James Anderson (Cricketspieler)
James Michael Anderson, OBE (* 30. Juli 1982 in Burnley, Vereinigtes Königreich) ist ein englischer Cricketspieler, der von 2003 bis 2024 für die englische Nationalmannschaft spielte.

## Kindheit und Ausbildung
Anderson spielte seit der frühen Kindheit für den Burnley Cricket Club. Zunächst kein auffälliger Spieler, erlebte er mit 16 einen Wachstumsschub und war bald darauf einer der Liga in Lancashire, woraufhin er in die Schulauswahl des Counties berufen wurde.

## Aktive Karriere

### Anfänge in der Nationalmannschaft und Verletzungen
Mit 18 Jahren erhielt er einen Vertrag für den Lancashire County Cricket Club, spielte jedoch zunächst vornehmlich in der zweiten Mannschaft. Er gab sein List-A-Debüt im Jahr 2000 und sein First-Class-Debüt für Lancashire folgte im Jahr 2002. Im folgenden Winter folgte dann die Berufung in die Nationalmannschaft, als er bei einem Drei-Nationen-Turnier gegen den Gastgeber sein ODI-Debüt gab. Bis dahin hatte er im nationalen Cricket erst drei One-Day-Spiele absolviert. Daraufhin wurde er für den Cricket World Cup 2003 in Südafrika nominiert. Dabei erzielte er gegen die Niederlande (4 Wickets für 25 Runs) und Pakistan (4/29) jeweils vier Wickets und wurde dabei jeweils als Spieler des Spiels ausgezeichnet. Dennoch schied das englische Team in der Vorrunde aus, da man sich weigerte ein Spiel in Simbabwe abzuhalten. Zu Beginn der Saison 2003 erzielte er für Lancashire seinen ersten Hattrick. Daraufhin folgte sein Debüt im Test-Cricket gegen Simbabwe, bei dem ihm im ersten Test ein Five-for über 5 Wickets für 73 Runs und im zweiten Spiel vier Wickets (4/55) gelangen. Dies wurde gefolgt durch eine ODI-Serie gegen Pakistan, bei der er ein Mal drei (3/59) und ein Mal vier (4/27) Wickets erzielte, wobei letzteres ein Hattrick enthielt. Zum Abschluss des Sommers folgten dann bei der Test-Serie gegen Südafrika noch einmal fünf Wickets (5/102) im dritten Test, sowie vier (4/38) und drei (3/50) Wickets gegen sie in dem folgenden ODI-Drei-Nationen-Turnier. Nach diesem Sommer hatte er sich fest im englischen Team etabliert und wurde vom Cricket Writers' Club als Young Cricketer of the Year gewählt. Im September folgte dann ein zentraler Vertrag mit dem englischen Verband.
Der Winter begann damit, dass er auf Grund einer leichten Knieverletzung für die Tour in Bangladesch geschont wurde. Auch im weiteren Verlauf wurde er nur selten eingesetzt. Erst beim Drei-Nationen-Turnier im Juli 2004 war er dann wieder fit, wobei ihm gegen die West Indies 3 Wickets für 37 Runs erreichte. In der nachfolgenden Test-Serie gegen den gleichen Gegner erreichte er dann 4 Wickets für 52 Runs. Im folgenden Winter wurde er kaum eingesetzt, auch wenn er für die Touren nominiert war. Nachdem er bei seinem einzigen Test-Einsatz in Südafrika nicht überzeugen konnte, wurde er aus dem Team genommen. So konzentrierte er sich im Sommer auf das nationale Cricket mit Lancaster. Im Dezember erhielt er einen Einsatz in der ODI-Serie in Pakistan und konnte dabei vier Wickets (4/48) erzielen, wofür er als Spieler des Spiels ausgezeichnet wurde. Dies brachte ihm, nachdem es im englischen Team zahlreiche Verletzungen gab, eine Nachnominierung für die Tour in Indien im Frühjahr, bei dem er im dritten Test vier (4/40) und im sechsten ODI drei (3/28) Wickets erreichte. Nachdem er von der Tour zurückkam, wurde bei ihm eine Stressfraktur im Rücken festgestellt, die ihn für den Sommer aussetzen ließ. Im Oktober war er dann wieder einsatzfähig und fand seinen Weg ins Team für die ICC Champions Trophy 2006, wo er drei Spiele bestritt und unter anderem gegen den Gastgeber Indien zwei Wickets (2/40) erreichte. Bei der Test-Serie in Australien erreichte er im abschließenden fünften Test drei Wickets (3/98) und absolvierte sein Debüt im Twenty20-Cricket. Beim folgenden Drei-Nationen-Turnier erreichte er gegen Neuseeland 4 Wickets für 42 Runs.

### Aufstieg zum wichtigen Bowler Englands
Beim Cricket World Cup 2007 war er in allen Spielen im Einsatz und erzielte gegen Neuseeland (2/39), Kenia (2/27) und Bangladesch (2/30) jeweils zwei Wickets. Das Team verpasste das Halbfinale, als es in der Super-8-Runde ausschied. Im Sommer spielte er zunächst in einer ODI-Serie gegen die West Indies, bei der er im zweiten Spiel eine Geldstrafe erhielt, nachdem er Runako Morton bei einer Auseinandersetzung mit der Schulter attackierte. Daraufhin kam dann Indien nach England. Im ersten Test konnte er ein Five-for (5/42) erzielen, bevor er im dritten Test noch einmal vier Wickets (4/182) erreichte. Damit rettete er in den beiden Spielen das Remis, konnte jedoch nicht die Serien-Niederlage vermeiden. Für diese Leistung wurde er neben Zaheer Khan als Spieler der Serie ausgezeichnet. In der zugehörigen ODI-Serie folgten dann ein Mal vier Wickets (4/23) und zwei Mal drei Wickets (3/32 und 3/38). Daraufhin war er Teil des englischen Teams beim erstmals ausgetragenen ICC World Twenty20, als er kurzfristig den verletzten Ravi Bopara. Seine beste Leistung waren dabei 2 Wickets für 24 Runs gegen Neuseeland, aber auch hier scheiterte das Team in der Super-8-Runde. Im weiteren Verlauf der Saison 2007/08 konnte er drei Wickets (3/33) in der ODI-Serie in Sri Lanka erzielen. Daraufhin rang er mit Steve Harmison um den Platz im Test-Team, wobei beide mit Verletzungen kämpften. Im März 2008 reiste er mit dem Team nach Neuseeland, wo er im zweiten Test ein Five-for (5/73) erreichte. Es war der zweite Test, in dem er mit Stuart Broad auf dem Feld stand, mit dem er von da an das englische Bowling dominierte. Die bisherigen Führungsspieler Steve Harmison und Matthew Hoggard waren dementgegen aus dem Team genommen worden. So wird dieser Test als der Durchbruch für ihn gesehen, da er von da an die Führung im englischen Bowling-Angriff übernahm. Im Mai kam es dann zum Gegenbesuch der neuseeländischen Mannschaft. Nachdem er im ersten Test 3 Wickets für 66 Runs und im zweiten 4 Wickets für 118 Runs erreichte, überzeugte er im abschließenden dritten Test mit 7 Wickets für 43 Runs. Dafür wurde er als Spieler des Spiels ausgezeichnet und sicherte so den Seriengewinn. In der zugehörigen ODI-Serie folgten dann noch ein Mal drei Wickets (3/61).
In der folgenden Test-Serie gegen Südafrika gelangen ihm dann drei Mal jeweils drei Wickets (3/136, 3/72 und 3/42). Der Herbst verlief dann schwierig für ihn und es dauerte bis zum Ende der Saison 2008/09, bis er in den West Indies zwei Mal drei Wickets in der Test-Serie (3/125 und 3/24) und ein Mal in der ODI-Serie (3/37) erreichte. Zu Beginn des Sommers folgte dann beim Gegenbesuch der West Indies im zweiten Test insgesamt neu Wickets (5/87 und 4/38), womit er als Spieler des Spiels ausgezeichnet wurde. Auch folgten 3 Wickets für 58 Runs in den ODIs der Tour. Er war dann Teil des englischen Teams beim ICC World Twenty20 2009, bei dem seine beste Leistung 3 Wickets für 23 Runs bei der Auftaktniederlage gegen die Niederlande waren. England schied bei dem Turnier dann in der Super-8-Runde aus. Bei der Ashes-Serie gegen Australien gelangen ihm ein Mal vier (4/55) und ein Mal fünf (5/80) Wickets. Dies half dabei die Serie zu gewinnen. Bei der zugehörigen ODI-Serie konnte er nur ein Mal mit 4 Wickets für 55 Runs überzeugen und England verlor die Serie deutlich. Bei der ICC Champions Trophy 2009 erzielte er gegen Sri Lanka (3/20) und Gastgeber Südafrika (3/42) drei Wickets und sicherte damit den Halbfinal-Einzug. Bei der anschließenden Tour in Südafrika bestritt er sein letztes Twenty20. Er litt unter einer Knie-Verletzung, spielte jedoch dennoch auch in der ODI-Serie. Dabei gelangen ihm im zweiten Spiel drei Wickets (3/60) und im vierten ein Five-for (5/23), wofür er als Spieler des Spiels ausgezeichnet wurde. Nachdem er dann im ersten Test der Serie 4 Wickets für 73 Runs lieferte, konnte er dann im dritten Test mit insgesamt acht Wickets (5/63 und 3/98), sowie einer guten Defensiv-Leistung beim Batting ein Remis sichern. Jedoch gab es nach dem Spiel gegen ihn und Broad Vorwürfe, dass sie den Ball manipuliert hätten. Den Rest der Saison kurierte er dann seine Knie-Probleme aus. Anderson wurde auch nicht für den ICC World Twenty20 2010 im Sommer nominiert, den England gewinnen konnte, was ihn frustriert zurückließ.

### Konzentration auf Tests und ODIs
Der Sommer 2010 begann mit einer Test-Serie gegen Bangladesch, bei dem er ein Mal vier (4/78) und ein Mal drei Wickets (3/16) erreichte. In der zugehörigen ODI-Serie (3/74), wie auch in der ODI-Serie gegen Australien (3/22) gelangen ihm dann ebenfalls jeweils drei Wickets. Dem schloss sich eine Tour gegen Pakistan an. Im ersten Test konnte er dann sein erstes 10-Wicket-Haul erreichen, als ihm im ersten Innings 5 Wickets für 54 Runs und im zweiten 6 Wickets für 17 Runs gelangen. Dafür wurde er bei dem deutlichen Sieg der englischen Mannschaft als Spieler des Spiels ausgezeichnet. Im zweiten Test folgten dann noch ein Mal 4 Wickets für 20 Runs und im dritten ODI erzielte er 3 Wickets für 26 Runs. Im Oktober brach er sich in der Vorbereitung auf die Verteidigung der Ashes in Australien eine Rippe, wurde dennoch rechtzeitig wieder fit. Dabei half er zunächst zwei Spiele zu gewinnen, in dem ihm jeweils vier Wickets (4/51 und 4/44) gelangen. Hinzu kam im dritten Test 3 Wickets für 61 Runs bei einer Niederlage. Im abschließenden Test konnte er dann mit insgesamt sieben Wickets (4/66 und 3/61) dazu beitragen, dass England die Serie mit einem weiteren Sieg gewann. In der zugehörigen ODI-Serie kam dann noch ein Mal 3 Wickets für 48 hinzu. Daraufhin fand in Indien der Cricket World Cup 2011 statt. Seine beste Leistung dabei waren 2 Wickets für 16 Runs beim Vorrundensieg gegen Südafrika, jedoch wurde er vor dem letzten Vorrundenspiel aus dem Team genommen. England schied dann im Viertelfinale gegen Sri Lanka aus.
Der Sommer 2011 begann dann mit einer Tour gegen Sri Lanka. Im ersten Test erreichte er 3 Wickets für 66 Runs, musste jedoch auf Grund einer Muskelverletzung den Test abbrechen. Im dritten Test war er dann wieder im Team. In der ODI-Serie folgten dann 4 Wickets für 18 Runs im ersten Spiel, wofür er als Spieler des Spiels ausgezeichnet wurde, und 3 Wickets für 24 Runs im vierten. Gegen Indien erzielte er dann im ersten Test 5 Wickets für 65 Runs und konnte damit den Sieg sicherstellen. In der verbliebenen Serie gelangen ihm dann ein Mal drei (3/51) und ein Mal vier (4/85) Wickets, bevor er in der ODI-Serie noch ein Mal drei Wickets (3/40) erreichte. Dennoch kämpfte er während dieser Tour weiterhin mit seiner Fitness. Im Herbst machte er dann deutlich, dass er Ambitionen hegte wieder ins englische Twenty20-Team zurückzukehren und trat zur Unterstützung des Argumentes der Auktion für die Indian Premier League 2012 bei. Im Winter konnte er dann drei Wickets (3/35) im dritten Test gegen Pakistan erreichen, bevor er in Sri Lanka ein Five-for (5/72) und ein weiteres Mal drei Wickets (3/62) hinzufügte. Daraufhin wurde er vom englischen Verband als Cricketspieler des Jahres ausgezeichnet. Im Sommer 2012 gelangen ihm dann vier Wickets im zweiten Test gegen die West Indies, wurde jedoch im dritten Test zur Schonung nicht nominiert. Das damit eingeführte Rotationsprinzip sollte in den kommenden Jahren immer wieder Streitpunkt werden. Gegen Südafrika folgten dann im abschließen Test drei Wickets (3/76) und im dritten ODI 4 Wickets für 44 Runs.

### Champions Trophy und World Cup
Im Dezember 2012 reiste er mit dem englischen Team nach Indien. Dort konnte er dann im dritten Test in beiden Innings drei Wickets erreichen (3/89 und 3/38), was als ungewöhnlich galt da er auf Grund seines Spielstils nicht für Erfolge in südasiatischen Bedingungen prädestiniert war. Doch konnte er durch seine Erfahrung überzeugen und nachdem ihm im vierten Test 4 Wickets für 81 Runs gelangen wurde er dort als Spieler des Spiels ausgezeichnet. Auch sicherte er damit den ersten Seriensieg Englands in Indien seit 27 Jahren. Weiter ging es für das Team in Neuseeland. Hier konnte Anderson zunächst in der ODI-Serie fünf Wickets (5/34) im zweiten Spiel erreichen. In der Test-Serie folgten dann im ersten Test 4 Wickets für 137 Runs. Beim Gegenbesuch der Neuseeländer zu Beginn des Sommers gelangen ihm im ersten Test 5 Wickets für 47 Runs und im ersten ODI 3 Wickets für 31 Runs. Dem schloss sich die ICC Champions Trophy 2013 an, bei der er gegen Australien (3/30) und Neuseeland (3/32) jeweils drei Wickets erreichte. Mit insgesamt elf Wickets führte er als drittbester Bowler des Turniers das Team bis ins Finale, wo man gegen Indien unterlag. Bei der folgenden Ashes-Serie gegen Australien konnte er im ersten Test jeweils fünf Wickets in den beiden Innings (5/85 und 5/73) erreichen und wurde dafür bei dem knappen Sieg als Spieler des Spiels ausgezeichnet. Im abschließenden fünften Test gelangen ihm dann noch einmal 4 Wickets für 95 Runs. Beim Gegenbesuch für die Ashes Tour 2013/14 im November gelangen ihm im vierten Test 4 Wickets für 67 Runs, womit er die deutliche Niederlage in Spiel und Serie jedoch nicht verhindern konnte. Bei der dazugehörigen ODI-Serie wurde er dann geschont.
Im Sommer gelangen ihm gegen Sri Lanka im ersten Test insgesamt sieben Wickets (3/93 und 4/25) und im zweiten noch ein Mal 3 Wickets für 91 Runs. Für diese Leistungen wurde er neben Angelo Mathews als Spieler der Serie ausgezeichnet. Gegen Indien im Juli konnte er nach drei Wickets (3/123) und vier Wickets (4/60) in den ersten beiden Tests 5 Wickets für 53 Runs im dritten erreichen. Nachdem er auch im vierten Test drei Wickets (3/46) erzielt hatte, wurde er als Spieler der Serie ausgezeichnet. Im zweiten Test der Serie geriet er dabei mit Ravindra Jadeja aneinander. Daraufhin wurde er auf Betreiben des indischen Teams mit einem Level-3-Verstoß vor dem Schiedsgericht des Weltverbandes angeklagt, jedoch letztendlich freigesprochen. In der Vorbereitung für den Cricket World Cup 2015 erreichte er in Australien bei einem Drei-Nationen-Turnier im Januar 2015 gegen Indien 4 Wickets für 18 Runs. Bei der Weltmeisterschaft erreichte er dann gegen Schottland (2/30) und Bangladesch (2/45) in der Vorrunde jeweils zwei Wickets, was jedoch nicht zum Weiterkommen ausreichte. Bei dem Turnier bestritt er dann auch sein letztes ODI.

### Konzentration auf Test-Cricket und Verletzungen
Nach der Weltmeisterschaft reiste er mit dem Team in die West Indies, wo er im zweiten Test vier Wickets (4/43) und im dritten sogar sechs Wickets (6/42) erreichte und dafür als Spieler der Serie ausgezeichnet wurde. Dabei folgte er dann Ian Botham als bester englischer Bowler der Test-Geschichte nach. Bei der folgenden Test-Serie gegen Neuseeland erzielte er dann sein 400. Test-Wicket. Gegen Australien gelang ihm dann im ersten Test 3 Wickets für 43 Runs. Im dritten Test konnte er dann sogar 6 Wickets für 47 Wickets im ersten Innings erreichen, zog sich jedoch im zweiten Innings eine Verletzung zu. Im Oktober war er dann gegen Pakistan wieder im Team und konnte dabei im dritten Test 4 Wickets für 17 Runs erzielen, womit er jedoch nicht die Niederlage in Spiel und Serie verhindern konnte. Vor der Tour in Südafrika zum Jahreswechsel gab es abermals bedenken wegen seiner Gesundheit, dieses Mal war es die Wade der Sorgen bereitete. Er spielte dennoch in drei Tests der Serie und als beste Leistung erbrachte er im vierten Test 3 Wickets für 47 Runs. Im Mai traf er mit dem Team dann auf Sri Lanka. Im ersten Test konnte er mit 5 Wickets für 16 Runs im ersten Innings zunächst das Follow-on erzwingen, bevor er dann mit abermals fünf Wickets (5/29) im zweiten Innings den Innings-Sieg sicherte. Im zweiten Test wurde er für 3 Wickets für 36 Runs im ersten und 5 Wickets für 58 Runs im zweiten Innings als Spieler des Spiels ausgezeichnet. Als Folge führte er erstmals die Test-Bowler-Rangliste des Weltverbandes an. Daraufhin zog er sich eine Stress-Fraktur im Schulterblatt zu, konnte jedoch dennoch gegen Pakistan 3 Wickets für 41 Runs erzielen. Daraufhin wurde seine Einsatzzeit deutlicher gemanagt. Er musste auf die verbliebene Saison mit Lancashire verziechten und auch die Tour in Bangladesch konnte er nicht bestreiten. In der im November 2016 beginnenden Tour in Indien konnte er dann lediglich im zweiten Test 3 Wickets für 62 Runs erzielen.
Trotz weiterer Verletzungen stand er dann im Juli 2017 gegen Südafrika wieder auf dem Feld. Dort gelangen ihm im zweiten Test 5 Wickets für 72 Runs, bevor er im dritten noch ein Mal drei Wickets (3/25) hinzufügte. Im abschließenden vierten Test erzielte er dann insgesamt sieben Wickets (4/38 und 3/16). Den Sommer beendete er mit der Test-Serie gegen die West Indies. Nach drei Wickets (3/34) im ersten Test, konnte er ein Five-for (5/76) im ersten Innings des zweiten Tests erzielen. Im dritten Test gelangen ihm dann im zweiten Innings 7 Wickets für 42 Runs, womit er Spiel- und Serien-Sieg sicherte und neben Shai Hope als Spieler der Serie ausgezeichnet wurde. Bei der Serie gelang ihm auch sein 500. Test-Wicket. Im November wurde er dann zum Vize-Kapitän des Test-Teams ernannt. Bei der Ashes-Series in Australien gelang ihm dann im zweiten test sein erstes Five-for (5/43) in Australien. Dem folgten dann noch ein Mal vier Wickets (4/116) im dritten und drei Wickets (3/61) im vierten Test. Bei der darauf folgenden Tour in Neuseeland erreichte er dann 3 Wickets für 87 Runs im ersten und 4 Wickets für 76 Runs im zweiten Test. Im Sommer 2018 konnte er dann zunächst gegen Pakistan zwei Mal drei Wickets erreichen (3/82 und 3/43). Daraufhin kämpfte er dann wieder mit seiner Schulterverletzung, wurde jedoch rechtzeitig für die Tour gegen Indien fit. Dabei gelangen ihm im zweiten Test insgesamt neun Wickets (5/20 und 4/23), bevor er im dritten (3/64) und fünften Spiel (3/45) noch ein Mal jeweils drei Wickets erreichte. Nach einer enttäuschenden Tour in Sri Lanka reiste er im Januar 2019 dann mit dem Team in die West Indies, wo er im ersten Test fünf (5/46) und im dritten Test drei Wickets (3/27) erreichte. Beim Royal London One-Day Cup 2019 kollabierte er im Halbfinale nach einer Knieverletzung auf dem Feld und nach weiteren Waden-Verletzungen kam er im Sommer 2019 kaum zum Einsatz. So spielte er dann nur einen Test bei der Ashes Tour 2019 und begab sich danach in die Rehabilitation.

### Bis zum Karriereende
Im Dezember 2019 war er dann wieder fit und konnte bei der Tour in Südafrika eingesetzt werden. Dabei gelang ihm ein Five-for (5/40) im zweiten Test. Nach der Unterbrechung auf Grund der COVID-19-Pandemie erzielte er im Juli 2020 gegen die West Indies 3 Wickets für 62 Runs. Bei der darauf folgenden Tour gegen Pakistan folgten 3 Wickets für 60 Runs im zweiten und 5 Wickets für 56 Runs im dritten Test. Bei der Tour erreichte er dann auch als erster Fast Bowler sein 600. Test-Wicket. In Sri Lanka im Januar 2021 spielte er dann nur im zweiten Test und konnte dort 6 Wickets für 40 Runs erzielen. Daraufhin reiste er mit dem Team weiter nach Indien, wo er im ersten und vierten Test jeweils drei Wickets (3/17 und 3/44) erreichte. Im Sommer 2021 kam Indien dann nach England. Nach vier Wickets im ersten (4/54) und einem Five-for (5/62) im zweiten Spiel, gelangen ihm 3 Wickets für 6 Runs im dritten Test. In der Ashes-Series in Australien im Dezember 2021 erreichte er im dritten Test 4 Wickets für 33 Runs. Nach der enttäuschenden Tour wurde er zusammen mit seinem Bowling-Partner Stuart Broad aus dem Team für die Tour in den West Indies gestrichen. Nachdem die Tour ebenfalls nicht erfolgreich für England verlaufen war, trat neben dem Trainerstab auch Joe Root als Kapitän zurück. Daraufhin wurde er wieder ins Test-Team berufen. Gegen Neuseeland gelang ihm im ersten Test 4 Wickets für 66 Runs und im zweiten 3 Wickets für 62 Runs. Dem folgte gegen Indien dann 5 Wickets für 60 Runs. Den Sommer schloss er dann mit der Tour gegen Südafrika ab, bei der er im zweiten Test in beiden Innings jeweils drei Wickets (3/32 und 3/30) erzielte. In der Saison 2022/23 reiste er mit dem Team dann zunächst nach Pakistan, wo ihm im ersten Test vier Wickets (4/36) gelangen. Bei der folgenden Tour in Neuseeland erreichte er im ersten Test insgesamt sieben Wickets (3/36 und 4/18) und im zweiten 3 Wickets für 37 Runs. Im Mai 2023 zog er sich eine Leistenzerrung zu und wurde daher nicht beim Test gegen Irland eingesetzt. Nachdem er bei den Ashes nicht herausragte, konnte er in Indien im Winter 2023/24 drei Wickets (3/47) im zweiten Test erreichen und erzielte innerhalb der Serie sein 700. Karriere-Test-Wicket.
Am 11. Juli 2024 gab er bekannt, dass der erste Test der Saison 2024 gegen die West Indies sein letzter sein werde.

## Auszeichnungen
Im Juni 2015 wurde er in der Birthday Honours List zum Officer des Order of the British Empire (OBE) ernannt.

## Privates
Anderson ist seit Februar 2006 verheiratet.